# Estrator
Estrator (Strator, plural stratores) foren uns funcionaris imperials romans a les ordes dels tribunus stabuli (tribuns de l'estable), que es cuidaven dels cavalls imperials, els portaven al lloc sol·licitat i ajudaven a l'emperador a muntar. Generalment són anomenats stratores miles el que indicaria un caràcter militar; els cònsols i pretors van tenir també stratores en temps de la república i probablement fins i tot els edils.
També van rebre aquest nom uns funcionaris desplaçats a províncies per seleccionar cavalls per l'estat, i que probablement pertanyien al mateix cos que els que cuidaven dels cavalls imperials però eren distingits amb la qualificació de stratores a publicis rationobus (STR. A.P. R. a les inscripcions).
Els inspectors en cap de les presons a les ordes del Commentariensis, també van rebre el nom de stratores. Ulpià esmenta "nemo proconsulum stratores suos habere potest, sed vice eorum milites ministerio in provinciis funguntur".
A l'Imperi tardo romà apareixen uns soldats anomenats stratores pels escriptors llatins tardans i els monjos de l'alta edat mitjana, que eren una avantguarda d'exploració per determinar la línia adequada de marxa, i seleccionar els millors llocs per acampar i preparar tot el necessari per al confort de les tropes en arribar, és a dir funcions molts similars a les que tenien els metatores, als que probablement van substituir.